# Arthrostylidium simpliciusculum
Arthrostylidium simpliciusculum là một loài tre thuộc chi Arthrostylidium trong họ Hòa thảo. Loài này được (Pilg.) McClure mô tả khoa học đầu tiên năm 1973.